# Egentliga trädmöss
Egentliga trädmöss (Dendromus) är ett släkte av gnagare som ingår i familjen Nesomyidae.

## Utseende
Dessa gnagare når en kroppslängd (huvud och bål) av 5 till 10 cm och en svanslängd av 6,5 till 13 cm. De väger 5 till 21 gram. Den mjuka och ulliga pälsen har på ovansidan brun- till gråaktig färg och många individer har en svart längsgående strimma på ryggen. Vid buken är pälsen gul- eller vitaktig. Svansen är täckt av fjäll och fina hår. Den är på undersidan ljusare. Egentliga trädmöss har bara tre full utvecklade fingrar vid handen.

## Utbredning och habitat
Släktets arter förekommer i Afrika söder och öster om Sahara. Habitatet varierar men vanligen ska det finnas träd eller buskar. I bergstrakter når egentliga trädmöss 4300 meter över havet.

## Ekologi
Individerna är aktiva på natten och klättrar vanligen i växtligheten. De bygger klotrunda bon av växtdelar som placeras i träd eller i tunnlar som de gräver själva. Ibland används fågelbon. Egentliga trädmöss äter olika växtdelar som frön och bär samt mindre djur som insekter, ödlor eller fågelungar.
Det sociala beteende varierar. Hos några arter förekommer flockar och hos andra arter lever individerna ensam. Parningstiden är beroende på utbredningsområde. Honan föder två till åtta ungar per kull. Hos Dendromus melanotis varar dräktigheten 23 till 27 dagar och ungarna är 30 till 35 dagar efter födelsen självständiga. Den äldsta kända individen levde något över tre år med människans vård.

## Status
De flesta egentliga trädmöss är inte sällsynta. IUCN listar Dendromus kahuziensis som förekommer endemisk vid Mount Kahuzi i Kongo-Kinshasa som akut hotad (CR) och Dendromus oreas som lever i Kamerun som sårbar (VU). Alla andra listas som livskraftig (LC).

## Systematik
Arter enligt Catalogue of Life:
- Dendromus insignis
- Dendromus kahuziensis
- Dendromus kivu
- Dendromus lovati
- Dendromus melanotis
- Dendromus mesomelas
- Dendromus messorius
- Dendromus mystacalis
- Dendromus nyikae
- Dendromus oreas
- Dendromus vernayi

Wilson & Reeder (2005) listar inte Dendromus kivu i släktet. De räknar däremot två andra arter till egentliga trädmöss, Dendromus leucostomus och Dendromus nyasae. 2009 blev med Dendromus ruppi en ny art i släktet beskriven och 2012 tillkom med Dendromus lachaisei ytterligare en art.